# Aleksandr Iwanik
Aleksandr Michajłowicz Iwanik (ros. Александр Михайлович Иваник, ur. 26 lutego 1968 we wsi Ust-Doniecki w obwodzie rostowskim) – rosyjski kajakarz, trzykrotny mistrz świata i dwukrotny olimpijczyk.

## Kariera sportowa
Zdobył złoty medal w konkurencji kajaków czwórek (K-4) na 500 metrów i brązowy medal również w wyścigu czwórek na 1000 metrów na mistrzostwach świata w 1993 w Kopenhadze (razem z nim na obu dystansach płynęli Wiktor Denisow, Anatolij Tiszczenko i Oleg Gorobij). Na igrzyskach olimpijskich w 1996 w Atlancie wystąpił w parze z Andriejem Tissinem w konkurencji dwójek (K-2) na dystansie 500 metrów, ale osada rosyjska odpadła w półfinale. Zdobył srebrny medal w czwórce na 200  metrów i brązowy medal w czwórce na 500 metrów (oba razy z Tiszczenką, Gorobijem i Siergiejem Wierlinem) na  mistrzostwach Europy w 1997 w Płowdiwie, a na mistrzostwach świata w 1997 w Dartmouth zwyciężył w tym składzie w wyścigu K-4 na 200 metrów oraz zajął 8. miejsce w wyścigu czwórek na 500 metrów i 9. miejsce na 1000 metrów.
Zdobył brązowy medal w wyścigu czwórek na 1000 metrów (w osadzie z Tiszczenką, Wierlinem i Gieorgijem Cybulnikowem), a także zajął 4. miejsce w konkurencji czwórek na 200 metrów na mistrzostwach świata w 1998 w Segedynie. Na mistrzostwach Europy w 1999 w Zagrzebiu zdobył w konkurencji czwórek dwa złote medale: na 200 metrów i na 500 metrów (oba razy z Tissinem, Witalijem Gańkinem i Romanem Zarubinem) oraz zajął 5. miejsce w wyścigu czwórek na 1000 metrów, zaś na mistrzostwach świata w 1999 w Mediolanie wywalczył srebrne medale w wyścigach dwójek na 200 metrów (z Zarubinem) i czwórek na 500 metrów (z Tissinem, Gańkinem i Zarubinem). Na mistrzostwach Europy w 2000 w Poznaniu zajął 4. miejsca w konkurencji dwójek i czwórek na 200 metrów, 5. miejsce w wyścigu czwórek na 1000 metrów i 6. miejsce w wyścigu dwójek na 500 metrów.
Odpadł w półfinale wyścigu dwójek (wraz z Tissinem) na 500 metrów na igrzyskach olimpijskich w 2000 w Sydney. Zwyciężył w konkurencji czwórek na 500 metrów (z Zarubinem, Dienisem Turczenkowem i Tissinem oraz zajął 8. miejsce w wyścigu dwójek na 200 metrów na mistrzostwach Europy w 2001 w Mediolanie. Zdobył trzy medale w wyścigach czwórek na mistrzostwach świata w 2001 w Poznaniu: złoty na 500 metrów  (z Zarubinem, Turczenkowem i Tissinem), srebrny na 200 metrów i brązowy na 1000 metrów (oba z Zarubinem, Turczenkowem i Gorobijem). Na mistrzostwach Europy w 2002 w Segedynie zajął 4. miejsce w konkurencji czwórek na 200 metrów, a na mistrzostwach świata w 2002 w Sewilli czwarte miejsce w tej konkurencji i 7. miejsce w wyścigu czwórek na 500 metrów. Na mistrzostwach świata w 2003 w Gainesville zdobył brązowy medal w wyścigu czwórek na 500 metrów (razem z nim płynęli Tiszczenko, Gorobij i Władimir Gruszichin) oraz zajął 4. miejsce w wyścigu czwórek na 200 metrów, a na  mistrzostwach Europy w 2004 w Poznaniu zdobył brązowy medal w konkurencji czwórek na dystansie 200 metrów (w osadzie z Zarubinem, Olegiem Czertowem i Anatolijem Golikowem) i zajął 7. miejsce w wyścigu czwórek na 1000 metrów.
Był mistrzem Rosji w wyścigach dwójek na 200 metrów w 1999, na 500 metrów w 1999 i 2000 oraz na 1000 metrów w 1995, 1996 i 1999, a także w wyścigach czwórek na 200 metrów i na 500 metrów w latach 1997–1999, 2002 i 2003, na 1000 metrów w latach 1993, 1997, 1998 i 2002–2004 oraz na 10 000 metrów w 1993.